# 佐瀬熊鉄
佐瀬 熊鉄（佐瀨 熊鐵、さぜ / させ くまてつ、1866年1月31日（慶応元年12月15日）- 1929年（昭和4年）9月5日）は、日本の医師、政治家。衆議院議員。旧姓・一瀬。

## 経歴
陸奥国会津郡若松城下（現福島県会津若松市）で、会津藩家老・一瀬要人の二男として生まれる。15歳で上京し山川浩の世話を受けて苦学し、1887年（明治20年）海軍医学校を卒業し海軍少軍医候補生となるが、2年ほどで退官した。その後帰郷して、河沼郡金上村の豪農・佐瀬家を継いだ。
1893年（明治26年）に再度上京し、同盟倶楽部の理事に就任し、また立憲革新党の運営に加わった。1894年（明治27年）大韓帝国に渡り、朴泳孝内務大臣の知遇を得て、同国の警務庁・監獄署医務、訓練隊衛生事務、裁判医事の顧問となった。秘かに韓国の改革党志士と交わり、1895年（明治28年）の乙未事変関与の嫌疑を受けて広島に収監されたが、在獄三ヶ月で免訴となった。
1902年（明治35年）8月、第7回衆議院議員総選挙に福島県郡部から憲政本党所属で出馬して当選し、衆議院議員を1期務めた。その後、医業に従事した。